# Antonio María Cascajares y Azara
Antonio María Cascajares y Azara (ur. 2 marca 1834 w Calandzie, zm. 27 lipca 1901 w Calahorze) – hiszpański duchowny rzymskokatolicki, kardynał.

## Życiorys
Święcenia kapłańskie przyjął 23 lutego 1861. Tytularny biskup Dora (1882-1884) i biskup prałat Ciudad Real. Ordynariusz Calahorra y La Calzada  (1884-1891). Arcybiskup metropolita Valladolid  (1891-1901) i Saragossy (1901). Kreowany kardynałem  na konsystorzu 29 listopada 1895 przez Leona XIII.